# Acragas quadriguttatus
Acragas quadriguttatus là một loài nhện trong họ Salticidae.
Loài này thuộc chi Acragas. Acragas quadriguttatus được Frederick Octavius Pickard-Cambridge miêu tả năm 1901.